# Zakon św. Tomasza z Akki

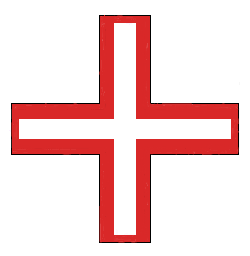
Symbol zakonu (w wersji obowiązującej od 1236 r.)

Zakon św. Tomasza z Akki – zakon rycerski założony w Akce w 1192 r. przez króla Anglii Ryszarda I. Skupiał rycerzy pochodzenia angielskiego. Jego patronem był św. Tomasz Becket, arcybiskup Canterbury i męczennik.
Początkowo zadaniem zakonu była opieka nad chorymi i rannymi. Uległ przekształceniu w zakon rycerski pod wpływem biskupa Winchesteru, Piotra z Roche, duchownego zaangażowanego we wspieranie krzyżowców m.in. podczas obrony Sydonu i Jafy. Zakon przyjął regułę zakonu krzyżackiego, co zostało potwierdzone przez papieża w 1236 r. Zakon ten nie był zakonem wielkim, a jego rola w obronie Ziemi Świętej była marginalna. Podczas oblężenia Akki w 1291 r. w szeregach obrońców walczyło 9 braci-rycerzy ze swoim mistrzem na czele – wszyscy polegli w obronie miasta. Po upadku miasta i przeniesieniu siedziby zakonu na Cypr zaczął on tracić charakter zakonu rycerskiego. W późniejszym okresie zmienił swoją regułę na augustiańską.
Ostatecznie zakon przeniósł się do Anglii w połowie XIV w., gdzie zajął się zakładaniem i prowadzeniem szkół i szpitali oraz działalnością charytatywną. Został zlikwidowany w czasach reformacji, w  roku 1538 przez Henryka VIII.